# Bambusa maculata
Bambusa maculata är en gräsart som beskrevs av Elizabeth A. Widjaja. Bambusa maculata ingår i släktet Bambusa och familjen gräs.
Artens utbredningsområde är Moluckerna. Inga underarter finns listade i Catalogue of Life.